# Casa Alexandru Manolescu din Bărcănești
Casa Alexandru Manolescu este un monument istoric situat în satul Bărcănești, județul Ialomița. Este situată de-a lungul DJ 201. Clădirea a fost construită în anul 1924. Figurează pe noua listă a monumentelor istorice sub codul LMI: IL-II-m-B-14089.

## Imagini